# サンフティーマ
サンフティーマは、沖縄県宜野湾市普天間にある複合商業施設である。

## 概要
所在地である宜野湾市普天間は、1980年に新庁舎に移転した旧市役所庁舎の跡地を再開発したものである。同所を中心に市街地活性化を目指していたものの、庁舎の移転後20年余り、計画のとん挫を繰り返していた。
同施設は日本初のタウンマネージメント機関事業により、20年無利子の高度化融資を活用し開発され、第三セクターのTMO普天間が管理運営する。同施設の開業で、衰退した周辺地区の活性化を図った。
施設名称は、太陽の「Sun」と普天間の当地方方言「フティーマ」を合わせたものであり、公募により決定した。核テナントである「普天間りうぼう」は、当時那覇市以外では初出店であり、また同社の店舗では最北端の店舗である。
2011年1月をもって開業10周年を迎えたと同時に、ESCO（エスコ）事業にて環境に配慮した照明・空調設備を導入、また3月には集客力向上促進事業にてデジタルサイネージを導入した。

## 沿革
- 2000（平成12）年9月10日 - 着工[4]。
- 2001（平成13）年1月18日 - 「サンフティーマ」開業。

## 主要店舗
- 普天間りうぼう
- 天ぷら十割そば 新次郎[5]
- JAおきなわ普天間支店
- 与那嶺鰹節店（乾物）
- シルエットⅦ（クリーニング）
- フローリストディリー (生花)
- スタジオスマイル (写真)
- 洋服のお直し モリ
- てぃーだ 歯科
- 舞米（精米）

- タイヘイ薬品普天間店

## 交通アクセス
- 普天間市場入口バス停下車、徒歩約1分。

### 注
1. ↑  経済産業省：平成22年度 住宅・建築物高効率エネルギーシステム導入促進事業補助金（建築物に係るもの）
2. ↑  経済産業省：平成22年度 地域商業活性化事業補助金 集客力向上促進事業